# Syria (khu vực)

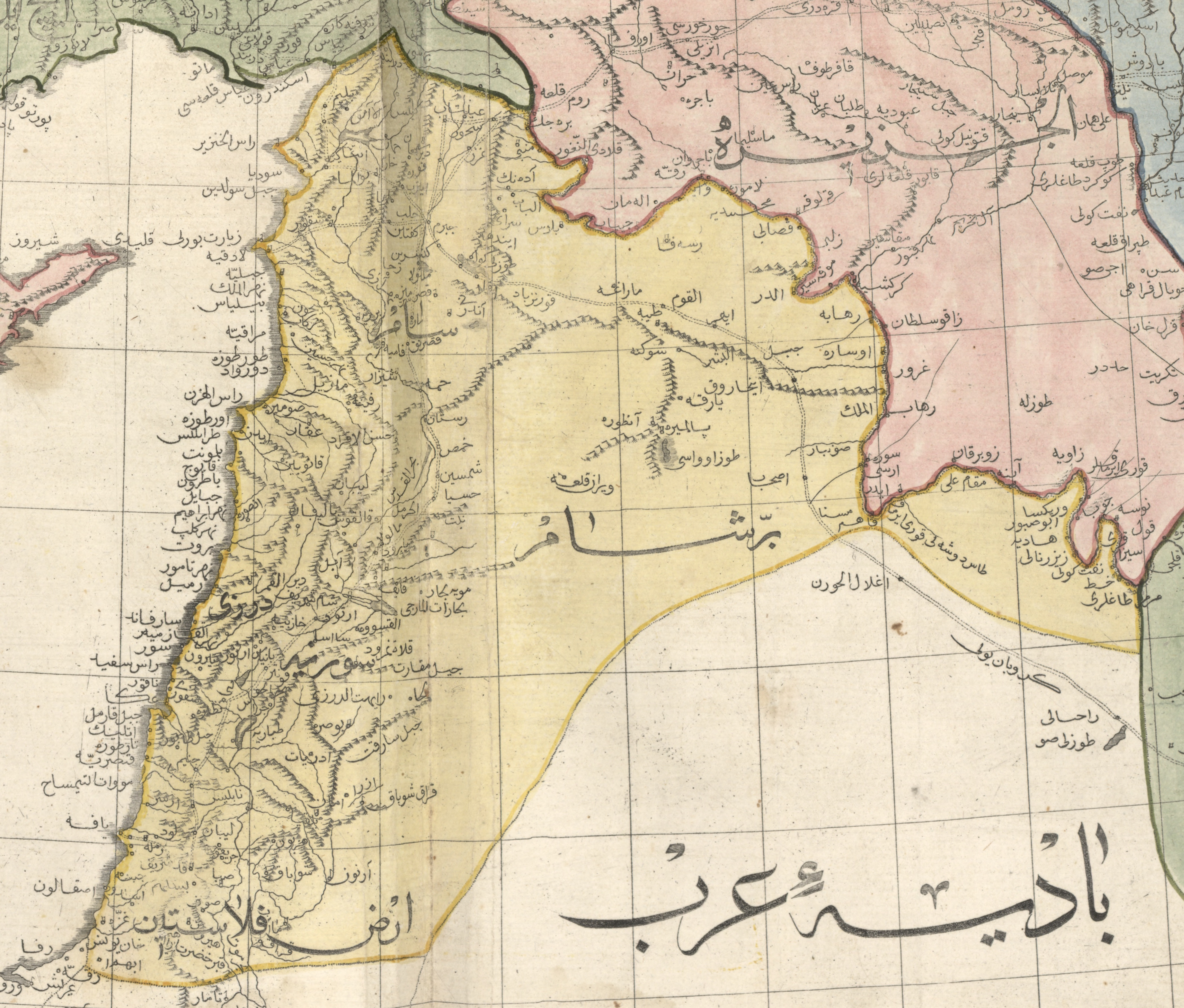
Cuốn Cedid Atlas năm 1803 vẽ Syria thuộc Ottoman màu vàng nhạt.

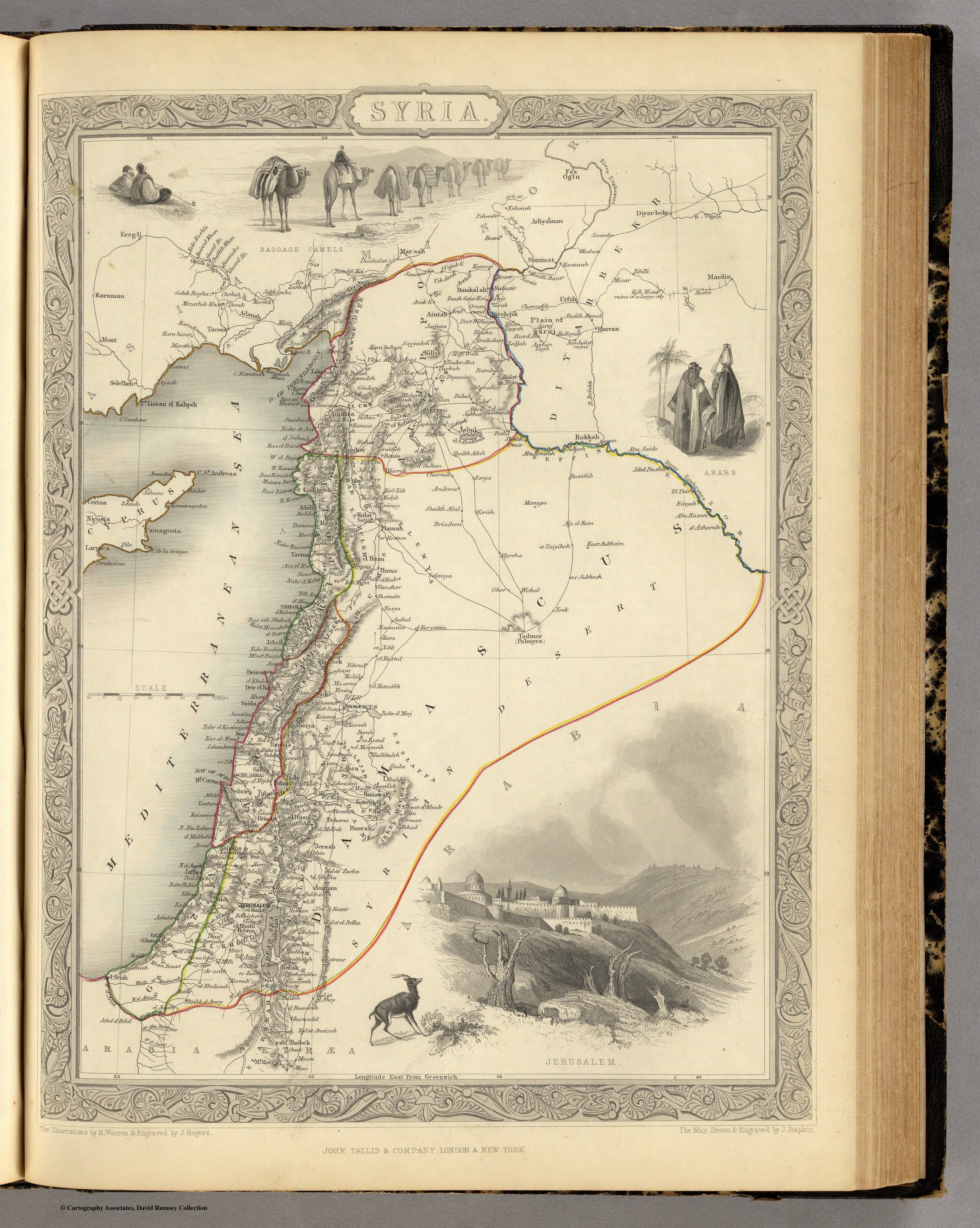
Bản đồ năm 1851 Syria thuộc Ottoman của Henry Warren.

Syria (tiếng Luwian tượng hình: Sura/i, tiếng Hy Lạp: Συρία; hay Sham theo tiếng Ả Rập) là một khu vực lịch sử ở phía đông Địa Trung Hải, hầu như tương đương với Levant. Các tên đồng nghĩa khác là Đại Syria và Syria-Palestina. Địa giới của khu vực thay đổi xuyên suốt lịch sử. Ngày nay "Syria" thường được dùng đề cập đến Cộng hòa Ả Rập Syria.
Dấu tích sớm nhất của tên gọi Syria là một bản khắc song ngữ: tiếng Luwian và tiếng Phoenicia. Trong bản văn này, tên gọi trong tiếng Luwian Sura/i được dịch từ tiếng Phoenicia ʔšr "Assyria." Theo Herodotos vào thế kỷ 5 TCN, Syria trải rộng về phía bắc tới sông Halys và phía nam xa tới tận Ả Rập và Ai Cập. Đối với Plinius Già và Pomponius Mela, Syria bao gồm toàn bộ vùng Trăng lưỡi liềm Màu mỡ. Vào thời Hậu kỳ Cổ đại, Syria được hiểu là khu vực ở phía Đông của Địa Trung Hải, phía Tây sông Euphrates, phía Bắc Sa mạc Ả Rập, và phía Nam Dãy núi Taurus, tức là bao gồm các quốc gia hiện đại Syria, Liban, Jordan, Israel, Nhà nước Palestine, và tỉnh Hatay cùng với nửa phía Tây của Vùng Đông Nam Anatolia ở miền Nam Thổ Nhĩ Kỳ. Cách dùng này tương đương với khu vực ash-Shām الشام /ʔaʃ-ʃaːm/ trong tiếng Ả Rập Cổ điển, nghĩa là "(vùng đất) phương Bắc". Sau khi người Hồi giáo chinh phạt Đế quốc Đông La Mã vào thế kỷ 7, cách gọi Syria tại chính khu vực này dần bị thay thế bởi tên gọi tương đương Shām của tiếng Ả Rập nhưng vẫn còn được duy trì sử dụng tại Tây Âu và Byzantine cũng như trong thư tịch Kitô giáo Syriac (dùng tiếng Syriac trong thần học và phụng vụ). Sau Thế Chiến thứ nhất, cái tên Syria được dùng cho Xứ Ủy trị Syrie và Liban và chính thể tạm thời Vương quốc Ả Rập Syria ngắn ngủi trước đó.